# Нонго, Самюэль
Самюэ́ль Бакария́ Нонго́ (фр. Samuel Bakaria Nongoh; род. 4 марта 2004, Дуала) — камерунский футболист, полузащитник клуба «Верес».

## Клубная карьера
Родился в столице Камеруна, городе Дуала. Воспитанник камерунского клуба «Дофин» (2015—2017, 2019—2022) и марокканской «Академии Монпелье» (2019). В 2022 году находился в заявке первой команды «Дофина», но информация об сыгранных матчах за клуб отсутствует.
22 июля 2022 года перебрался в Турцию, где стал игроком «Адана Демирспор». Первую часть сезона 2022/23 провёл в юношеской команде клуба, выступавшей в суперлиге турции (U-19). В 11 матчах юношеского первенства отличился 3-мя голами. За первую команду «Аданы» дебютировал 8 ноября 2022 года в победном (4:3) домашнем поединке 4-го раунда кубка Турции против «Назылы Беледиеспора». Самюэль вышел на поле на 46-й минуте вместо Гокхана Торе. Летом 2023 года получил шанс проявить себя во взрослой команде «Аданы». В турецкой Суперлиге дебютировал 30 мая 2023 года в победном (2:0) домашнем поединке 36-го тура против «Истанбулспора». Нонго вышел на поле на 79-й минуте вместо Бабанджиде Акинтолы. К завершению сезона 2022/23 успел сыграть в 2-х матчах чемпионата Турции и 1-м поединке кубка страны.
11 сентября 2023 года для получения игровой практики отправился в аренду в хорватский «Славен Белупо». Дебютировал за новую команду 24 сентября 2023 года в проигранном (0:1) домашнем поединке 9-го тура чемпионата Хорватии против «Риеки». Самюэль вышел на поле на 46-й минуте вместо Матея Шакоты. В первой половине сезона 2023/24 играл нерегулярно, но после зимнего перерыва начал выходить на футбольное поле чаще. Единственным голом за «Славен Белупо» отличился 26 января 2024 года на 21-й минуте ничейного (1:1) выездного поединка 20-го тура чемпионата Хорватии против «Вараждина». Нонго вышел на поле в стартовом составе, на 45+2-й минуте получил жёлтую карточку, а на 65-й минуте его заменил Матей Шакота. В сезоне 2023/24 сыграл 16 матчей (1 гол) в чемпионате Хорватии и 1 поединок в кубке Хорватии. По завершении сезона вернулся в «Адану Демирспор», но за команду больше не играл.
21 августа 2024 года усилил «Верес», по данным интернет-ресурса Transfermarkt переход камерунца обошелся ровенчанам в рекордную для клуба сумму 100 000 евро.

## Карьера в сборной
Участник юношеского (U-17) чемпионата мира по футболу 2019 в Бразилии. На турнире дебютировал 29 октября 2019 года в проигранном (0:1) поединке 1-го тура группы E против Таджикистан. Самюэль вышел на поле в стартовом составе, а на 83-й минуте его заменил Арнольд Эба. Кроме этого поединка, выходил также на поле в матчах против Аргентины и Испании. Камерунцы заняли в группе E последнее 4 место (проиграли все 3 поединка) и выбыла из турнира. После чего за сборную больше не играл.